# ブリスケット

アメリカのブリスケット

イギリスのブリスケット

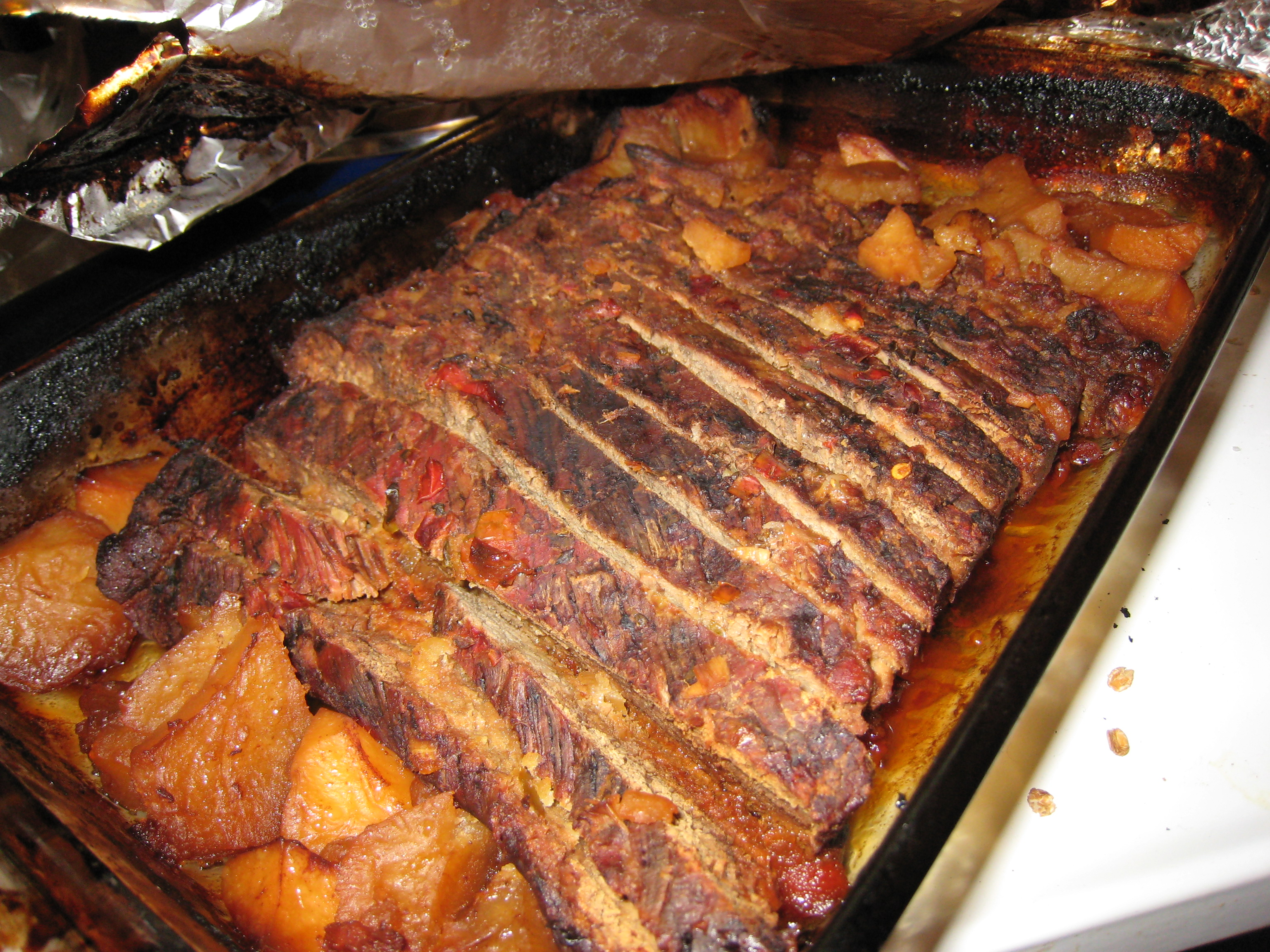
ブリスケット

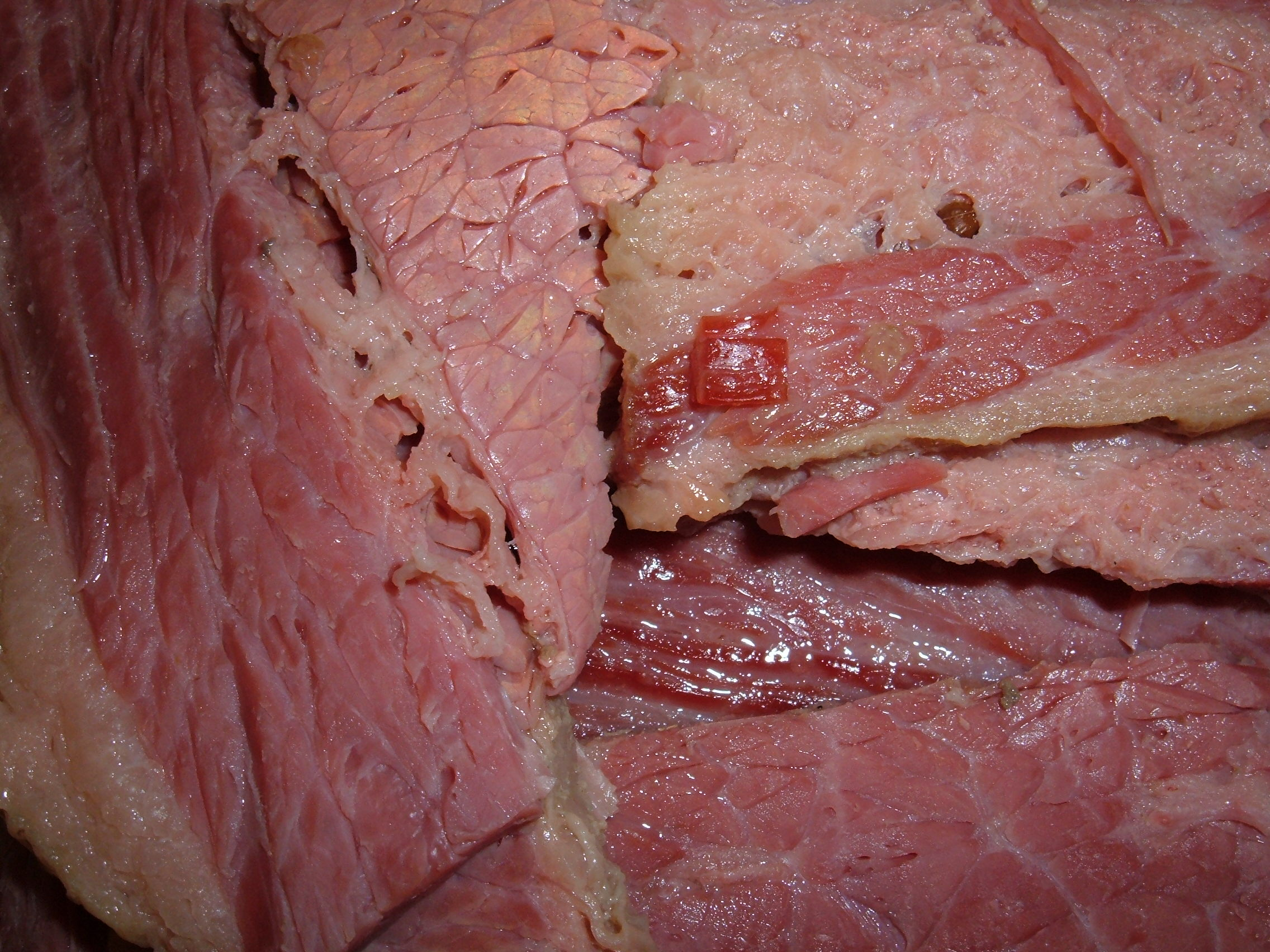
コンビーフ

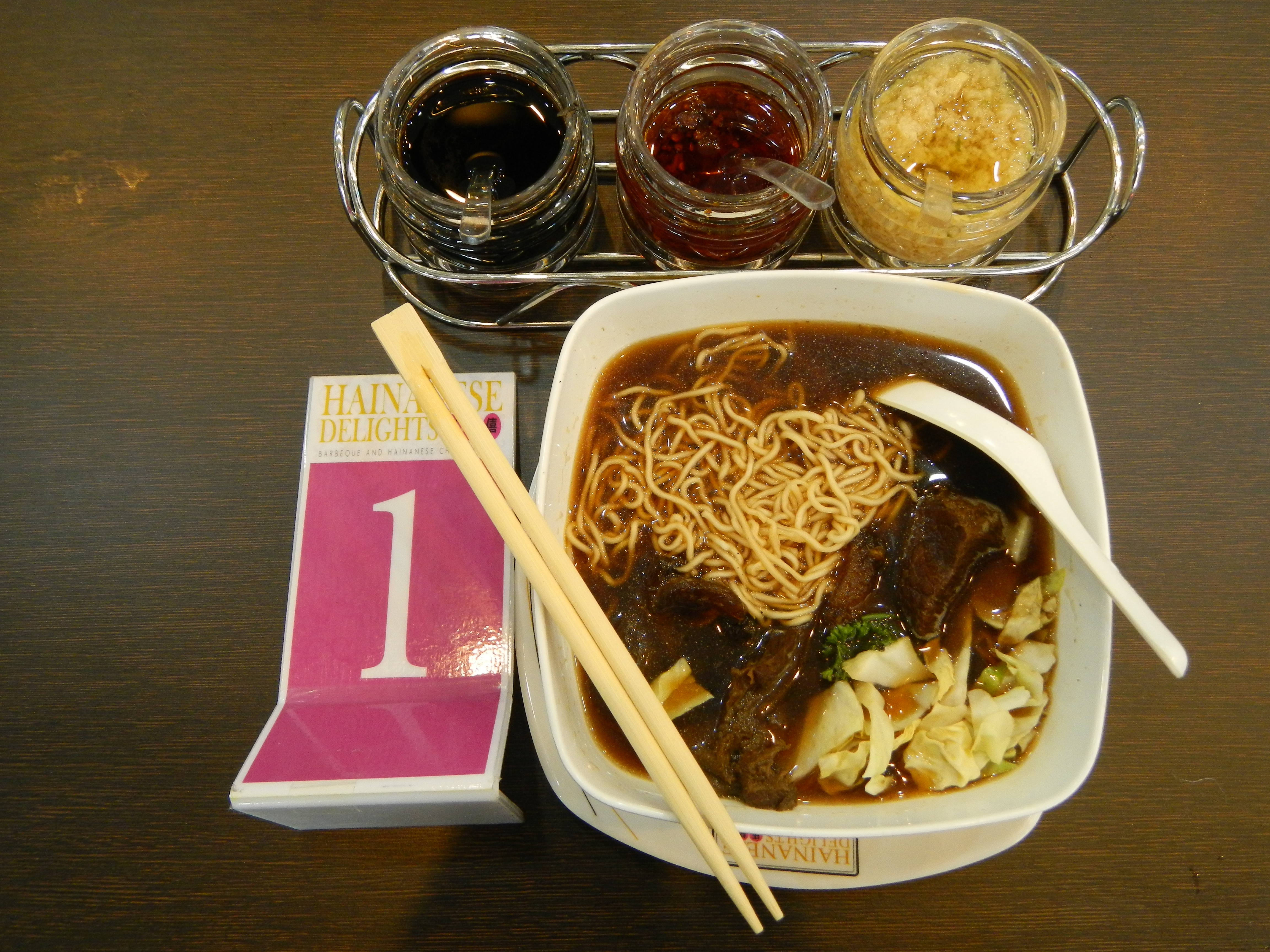
牛腹肉の角煮で作った牛腩麺(フィリピン)

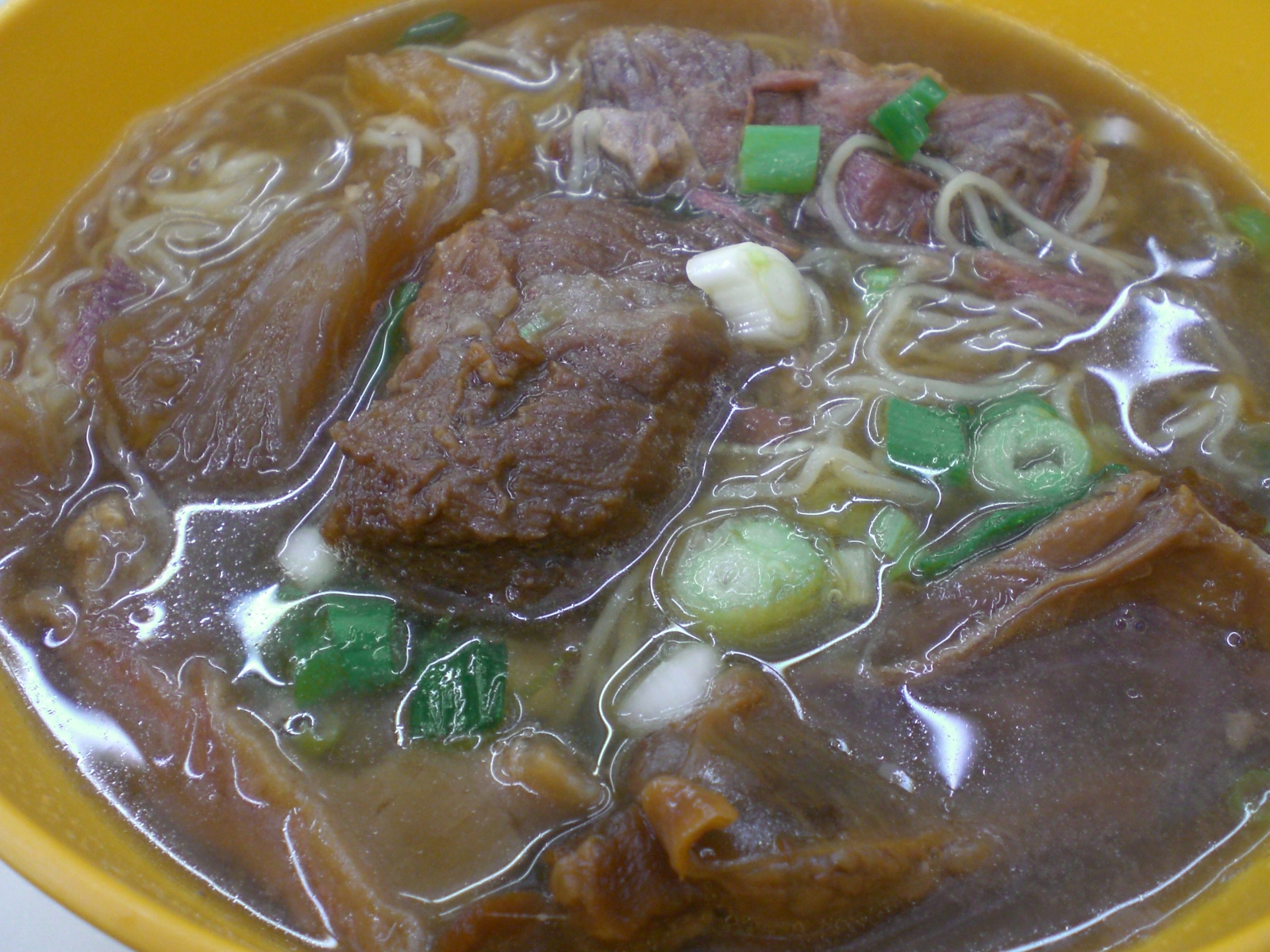
牛腹肉の角煮で作った牛腩麺

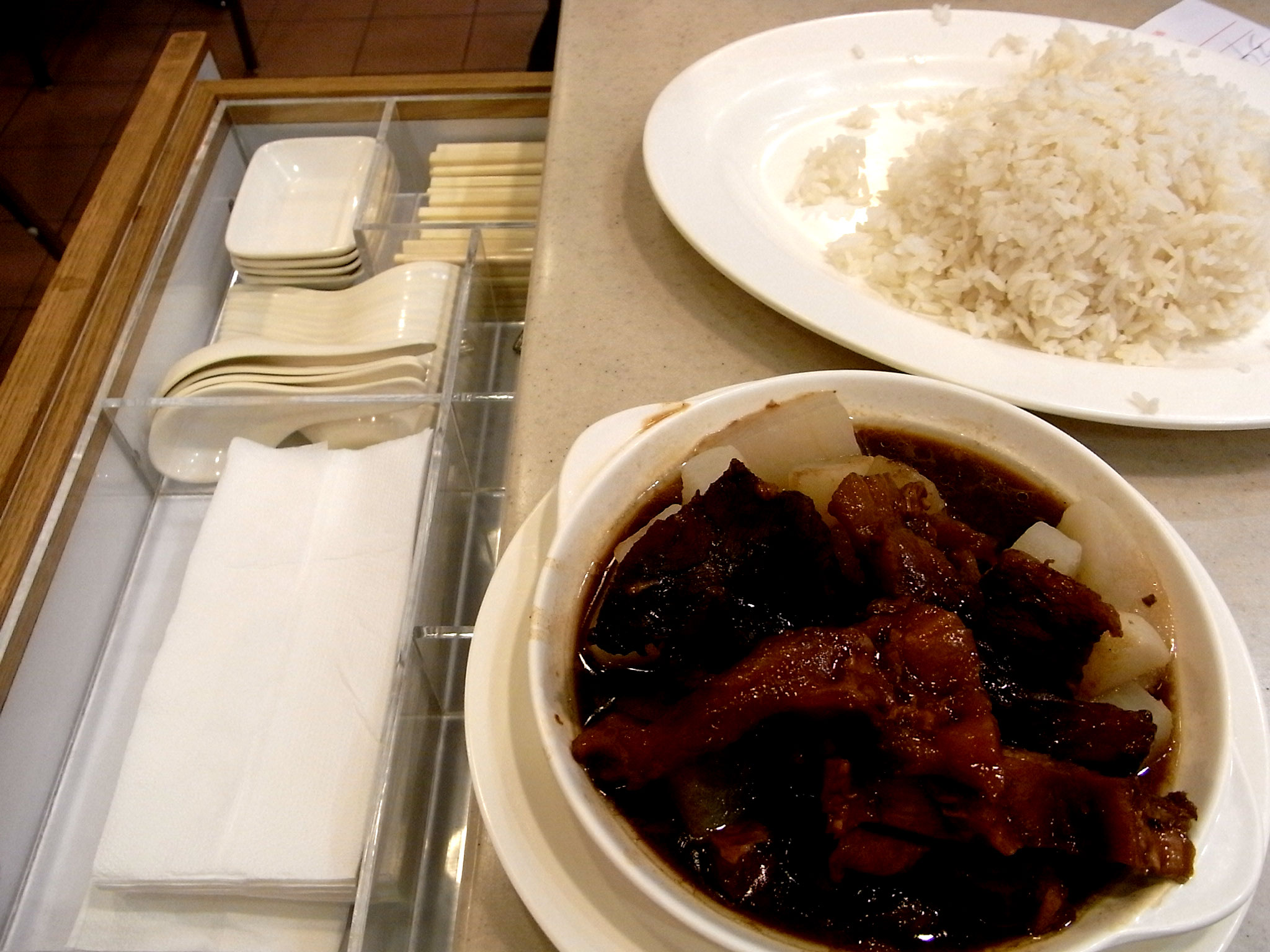
牛腹肉の角煮で作った牛腩飯

ブリスケット、ブリスケ（英: brisket）は牛肉の部位のひとつで、前脚の内側にある肩ばら肉（かたばら）のこと。

## 概要
中国語では牛腩と呼ばれる。
イギリス式に分割した際は、Beef plate (横隔膜)の一部もブリスケットに含まれる。肉質はやや堅く、バラより脂肪分は少なく淡白、モモよりは遥かに濃厚であるといわれる。
飛騨高山では、「ブリスケの牛蒡巻き」などの料理が旅館で提供される。広島県では「コウネ」という別称で、焼肉店などで提供されているが、他の地方ではあまり見られない。
アメリカにおけるBBQの三大料理（他はスペアリブ、プルドポーク）のひとつとされる。。

## 代表的な料理
- コンビーフ
- パストラミ
- ビーフシチュー
- 角煮
- バラ焼き
- 牛肉麺